# Hyles kiortsii
Hyles kiortsii är en fjärilsart som beskrevs av Koutsaftikis 1974. Hyles kiortsii ingår i släktet Hyles och familjen svärmare. Inga underarter finns listade i Catalogue of Life.